# 川八角莲
川八角莲（学名：Dysosma veitchii），为小檗科鬼臼属下的一个植物种。